# Lavezares
Lavezares é um município de  quarta classe de renda municipal (d) na província Samar do Norte, nas Filipinas. De acordo com o censo de 1 de maio  de  2020 possui uma população de 29 390 pessoas e 6 784 domicílios.